# Municipio de Villa de Zaachila
El municipio de Villa de Zaachila es uno de los 570 municipios en que se encuentra dividido el estado mexicano de Oaxaca, ubicado en el centro del mismo. Su cabecera municipal es la localidad de Villa de Zaachila.

## Geografía
La ubicación del municipio de Villa de Zaachila es al centro del estado de Oaxaca, formando por tanto parte de la región Valles Centrales y del distrito de Zaachila. Tiene una extensión territorial total de 81 695 kilómetros cuadrados que equivalen al 0.07 % de la extensión del estado de Oaxaca. Sus coordenadas geográficas extremas son 16°53′ - 17°2′ de latitud norte y 96°39′ - 96°52′ de longitud oeste; la altitud de su territorio va de 1400 a 2300 metros sobre el nivel del mar.
Limita al norte con el municipio de Cuilápam de Guerrero, con el municipio de San Raymundo Jalpan, con el municipio de Santa Cruz Xoxocotlán, el municipio de Santa María Coyotepec y el municipio de San Bartolo Coyotepec; al este limita con el municipio de Santo Tomás Jalieza y al sureste con el municipio de San Martín Tilcajete; al sur sus límites corresponden a una segunda sección del municipio de San Bartolo Coyotepec, al municipio de Ciénega de Zimatlán y al municipio de Trinidad Zaachila; finalmente, al suroeste su límite corresponde al municipio de Santa Inés del Monte y al oeste al municipio de San Pablo Cuatro Venados.

## Demografía
La población total del municipio de Villa de Zaachila de acuerdo con el Censo de Población y Vivienda realizado en 2010 por el Instituto Nacional de Estadística y Geografía, es de 34 101 habitantes, de los que 16 240 son hombres y 17 861 son mujeres.
La densidad de población asciende a un total de 417.42 personas por kilómetro cuadrado.

### Localidades
El municipio se encuentra formado por 16 localidades, las principales y su población de acuerdo al censo de 2010 son:
| Localidad                      | Población |
| Total Municipio                | 34 101    |
| Villa de Zaachila              | 13 959    |
| Vicente Guerrero               | 13 794    |
| Fraccionamiento Real del Valle | 1 821     |
| Colonia 24 de julio            | 958       |
| San Lucas Tlanichico           | 530       |

## Política
El gobierno del municipio de Villa de Zaachila es electo mediante el principio de partidos políticos, con en la gran mayoría de los municipios de México. El gobierno le corresponde al ayuntamiento, conformado por el presidente municipal, un síndico y el cabildo integrado por cuatro regidores. Todos son electos mediante voto universal, directo y secreto para un periodo de tres años que pueden ser renovables para un periodo adicional inmediato.

### Representación legislativa
Para la elección de diputados locales al Congreso de Oaxaca y de diputados federales a la Cámara de Diputados federal, el municipio de Villa de Zaachila se encuentra integrado en los siguientes distritos electorales:
Local:
- Distrito electoral local de 15 de Oaxaca con cabecera en Santa Cruz Xoxocotlán.[5]

Federal:
- Distrito electoral federal 3 de Oaxaca con cabecera en Heroica Ciudad de Huajuapan de León.[6]

### Presidentes municipales
- (1996 - 1998): Maricela Martínez Coronel
- (1999 - 2001): Abdías Nava Pacheco
- (2002 - 2004): Guillermo Martínez Iriarte
- (2005 - 2007): José Coronel Martínez
- (2008 - 2010): Noé Pérez Martínez
- (2011 - 2013): Adán López Santiago
- (2014 - 2016): Sergio Raciel Vale López
- (2016 - 2018): Maricela Martínez Coronel
- (2019 - 2021) Castulo Bretón Mendoza
- (2021 - 2024): Carlos Rigoberto Chacón Pérez